# Phelipanche
Genre
Phelipanche est un genre de plantes à fleurs herbacées parasites, de la famille des Orobanchaceae. Phelipanche peut être considéré comme un synonyme d’Orobanche.

## Description
Les fleurs sont pourvues de deux bractéoles latérales. Le calice est campanulé -cupuliforme, à quatre divisions inégales, rarement cinq, plus ou moins échancré supérieurement. La corolle est tubuleuse trigone, à deux lèvres, l'inférieure trilobée, étalée, la supérieure bilobée, porrigée. Les anthères sont glabres ou pubescentes, à placentas rapprochés par paires et confluents au sommet. Le fruit est une capsule à valves à la fin écartées au sommet par la déhiscence, qui rompt la base du style.

## Répartition
Le genre est représenté en Afrique, en Amérique, en Asie et en Europe.

## Menaces et conservation
Une seule espèce de Phelipanche est évaluée par l'Union internationale pour la conservation de la nature : Phelipanche astragali, classée « en danger » (EN).

## Taxonomie
Ce genre est décrit et nommé par le botaniste français Auguste Nicolas Pomel en 1874, dans son ouvrage Nouveaux Matériaux pour la Flore Atlantique, vol. 1, Paris (lire en ligne), p. 102.
Selon Plants of the World online (POWO) (15 avril 2021) et Tropicos (15 avril 2021), Phelipanche n'est pas un genre accepté, il est synonyme d’Orobanche.

### Synonymes
Selon Catalogue of Life (15 avril 2021), Phelipanche est un nom correct et a pour synonymes :
- Kopsia Dumort., 1822
- Orobanche sect. Trionychon Wallr., 1822
- Chorobanche C.Presl, 1845

### Liste des espèces
Selon Catalogue of Life (15 avril 2021) :
- Phelipanche aedoi Carlón, G.Gómez, M.Laínz, Moreno Mor., Ó.Sánchez & Schneew.
- Phelipanche aegyptiaca (Pers.) Pomel
- Phelipanche androssovii (Novopokr.) Soják
- Phelipanche angustelaciniata (Gilli) Holub
- Phelipanche arenaria (Borkh.) Pomel
- Phelipanche astragali (Mouterde) Holub
- Phelipanche auranitica (Mouterde) Uhlich
- Phelipanche bohemica (Celak.) Holub & Zázvorka
- Phelipanche brachypoda (Novopokr.) Soják
- Phelipanche bungeana (Beck) Soják
- Phelipanche caesia (Rchb.) Soják
- Phelipanche camphorosmae Carlón, G.Gómez, M.Laínz, Moreno Mor., Ó.Sánchez & Schneew.
- Phelipanche caucasica (Beck) Uhlich
- Phelipanche cilicica (Beck) Soják
- Phelipanche coelestis (Boiss.& Reut.) Soják
- Phelipanche cohenii (Domina & Danin) Domina
- Phelipanche dalmatica (Beck) Soják
- Phelipanche daninii (Domina & Raimondo) Domina
- Phelipanche ducellieri (Maire) Holub
- Phelipanche eriophora (Bornm.& Gauba) Holub
- Phelipanche graciosa (Webb & Berthel.) Carlón, G.Gómez, M.Laínz, Moreno Mor., Ó.Sánchez & Schneew.
- Phelipanche gussoneana (Lojac.) Domina, Raab-Straube, Rätzel & Uhlich
- Phelipanche hajastanica Piwow., Ó.Sánchez & Moreno Mor.
- Phelipanche hedypnoidis Rätzel, Ristow & Uhlich
- Phelipanche heldreichii (Reut.) Soják
- Phelipanche hirtiflora (Reut.) Soják
- Phelipanche hypertomentosa (M.J.Y.Foley) M.J.Y.Foley
- Phelipanche iberica (Beck) Soják
- Phelipanche inexspectata Carlón, G.Gómez, M.Laínz, G.Moreno, Ó.Sánchez & Schneew.
- Phelipanche kelleri (Novopokr.) Soják
- Phelipanche lainzii Gómez Nav., Roselló, Peris, A.Valdés & Sanchis
- Phelipanche lavandulacea (Rchb.) Pomel
- Phelipanche lavandulaceoides Carlón, G.Gómez, M.Laínz, Moreno Mor., Ó.Sánchez & Schneew.
- Phelipanche libanotica (Schweinf.) Soják
- Phelipanche mariana (A.Pujadas) comb.ined.
- Phelipanche mongolica (Beck) Soják
- Phelipanche muteliformis (M.J.Y.Foley) M.J.Y.Foley
- Phelipanche mutelii (F.W.Schultz) Pomel
- Phelipanche nikitae Teryokhin
- Phelipanche nowackiana (Markgr.) Soják
- Phelipanche olbiensis (Coss.) Carlón, G.Gómez, M.Laínz, Moreno Mor., Ó.Sánchez & Schneew.
- Phelipanche orientalis (Beck) Soják
- Phelipanche pallens (Bunge ex Ledeb.) Soják
- Phelipanche penduliflora (Gilli) Holub
- Phelipanche perangustata (M.J.Y.Foley) M.J.Y.Foley
- Phelipanche persica (Beck) Piwow., Ó.Sánchez & Moreno Mor.
- Phelipanche portoilicitana (A.Pujadas & M.B.Crespo) Carlón, G.Gómez, M.Laínz, G.Moreno, Ó.Sánchez & Schneew.
- Phelipanche pseudorosmarina (A.Pujadas & Muñoz Garm.) Uhlich
- Phelipanche psila (Clarke ex Hook.) Soják
- Phelipanche pulchella (C.A.Mey.) Soják
- Phelipanche pulchra (Gilli) Uhlich
- Phelipanche purpurea (Jacq.) Soják
- Phelipanche ramosa (L.) Pomel
- Phelipanche resedarum Carlón, G.Gómez, M.Laínz, Moreno Mor., Ó.Sánchez & Schneew.
- Phelipanche reuteriana (Rchb.fil.) Carlón, G.Gómez, M.Laínz, Moreno Mor., Ó.Sánchez & Schneew.
- Phelipanche rosmarina (Beck) Banfi, Galasso & Soldano
- Phelipanche schultzii (Mutel) Pomel
- Phelipanche schweinfurthii (Beck) Soják
- Phelipanche septemloba (Beck) Soják
- Phelipanche serratocalyx (Beck) Soják
- Phelipanche sevanensis Piwow., Ó.Sánchez & Moreno Mor.
- Phelipanche simplex (Reut.) Piwow., Ó.Sánchez & Moreno Mor.
- Phelipanche sinaica (Beck) Rätzel & Uhlich
- Phelipanche zangezuri Piwow., Ó.Sánchez & Moreno Mor.
- Phelipanche zosimi (M.J.Y.Foley) M.J.Y.Foley